# Йосиф Шамли
Йосиф Емилов Шамлиев е български театрален и филмов актьор.

## Биография
Роден е на 2 януари 1972 г. в София.
През 1994 г. завършва актьорско майсторство за драматичен театър във ВИТИЗ „Кръстьо Сарафов“ в първия клас на професор Здравко Митков. През 2003 г. специализира режисура в Нов български университет в класа на Леон Даниел.
Носител е на 2 награди Аскеер.
Йосиф Шамли се самоубива на 28 октомври 2019 г.

## Роли в театъра
- 1990 – „Градът на ангелите“ от Сам Шепърд, Рабит, режисьор Галин Стоев
- 1990 – „Обичате ли човешко“ от Мирон Иванов, режисьор Здравко Митков, / Сатиричен театър „Алеко Константинов“ /
- 1994 – „Нашият град“ от Тортън Уайлдър, професор Уилър и Саймън Стимпсън, режисьор Здравко Митков и Валентин Ганев
- 1994 – „Ромео и Жулиета“ от Уилям Шекспир, Меркуцио, режисьор Здравко Митков и Валентин Ганев
- 1994 – „Адската машина“ от Жан Кокто, Млад войник, режисьор Здравко Митков и Валентин Ганев
- 1994 – „М. Бътерфлай“ от Дейвид Хенри Хуанг, режисьор Здравко Митков
- 1994 – „В полите на Витоша“ от Пейо Яворов, Чудомир Чипиловски, режисьор Надежда Сейкова, / Драматично-куклен театър „Константин Величков“ – гр. Пазарджик /[3]
- 1994 – „Полет над кукувиче гнездо“ от Дейл Васерман, по едноименния роман на Кен Киси, Били Бибит, режисьор Симеон Димитров, / Драматично-куклен театър „Константин Величков“ – гр. Пазарджик /[3][4]
- 1995 – „Албена“ от Йордан Йовков, Синебирски, режисьор Крикор Азарян, / Драматично-куклен театър „Константин Величков“ – гр. Пазарджик /[3]
- 1995 – „Куцулан или Вълча Богородица“ от Константин Илиев (драматург), Мъж В, режисьор Иван Добчев, / Народен театър „Иван Вазов“ /[5]
- 1996 – „Бурята“ от Уилям Шекспир, Себастиян, Александър Морфов (режисьор), / Народен театър „Иван Вазов“ /
- 1997 – „Човекът, който прави дъжд“ от Ричард Неш, Файл, режисьор Леон Даниел, / Народен театър „Иван Вазов“ /[6]
- 1997 – „Сънят на Одисей“ по Хайнер Мюлер, Корифеят, Йосиф Бродски, Георги Тенев (писател) и Кирил Мерджански, режисьор Явор Гърдев, / Театрална работилница „Сфумато“ /
- 1998 – „Кайн“ от Джордж Байрон, Луцифер, режисьор Гаро Ашикян, / Родопски драматичен театър „Николай Хайтов“ /[7]
- 1999 – „Войцек“ от Георг Бюхнер, Войцек, режисьор Боян Славов, / Драматичен Театър „Стефан Киров“ – гр. Сливен /
- 2000 – „Черното руно“, Големият Каратанаси, режисьори Маргарита Младенова и Иван Добчев / Театрална работилница „Сфумато“/
- 2002 – „Видело“ от Ана Петрова, крадецът, братът, баща, реж. Петринел Гочев, / Драматичен театър „Иван Димов“ – гр. Хасково /
- 2003 – „Побъркани от любов“ от Сам Шепърд, Еди, режисьор Николай Ламбрев, / Народен театър „Иван Вазов“ /
- 2003 – „Жега“ по Антон Чехов, „Вуйчо Ваньо“, Иван, текст и режисура Николай Волев, / Сатиричен театър „Алеко Константинов“ /
- 2003 – „Живот и здраве“ от Камен Донев, Маню – удожник, режисьор Николай Поляков, / Сатиричен театър „Алеко Константинов“ /
- 2003 – „Път от рози и тръни“ от Ина Божидарова, Светослав Камбуров, режисьор Боил Банов, / Народен театър „Иван Вазов“ /
- 2004 – „Посещението на старата дама“ от Фридрих Дюренмат, Хофбауер, режисьор Леон Даниел, / Народен театър „Иван Вазов“ /
- 2005 – „Да си вземеш жена от село“ от Уилям Уичърли, мистър Джон Спаркиш, режисьор Никола Петков, / Народен театър „Иван Вазов“ /
- 2005 – „С любовта шега не бива“ от Алфред дьо Мюсе, Блазиус, режисьор Мариус Куркински, / Народен театър „Иван Вазов“ /
- 2005 – „Лека нощ, Патриция“ от Алдо де Бенедети, Инспектор, режисьор Росица Обрешкова, / Народен театър „Иван Вазов“ /
- 2006 – „Крал Лир“ от Уилям Шекспир, Корнуолският княз, режисьор Явор Гърдев, / Народен театър „Иван Вазов“ /
- 2006 – „Времетръс“ по Кърт Вонегът, Крал Артур и други персонажи, драматизация Андрей Филипов, режисьор Михаил Петров, / Народен театър „Иван Вазов“ /
- 2007 – „Бетовен 21“ от Константин Илиев (драматург), Тоа път, режисьор Младен Киселов, / Народен театър „Иван Вазов“ /[8][9]
- 2009 – „Бягащи странници“ от Алексей Казанцев, Роман, режисьор Николай Ламбрев, / Народен театър „Иван Вазов“ /
- 2007 – „Старчето и стрелата“ от Никола Русев, Кацул, режисьор Младен Киселов, / Сатиричен театър „Алеко Константинов“ /
- 2008 – „Престъпление и наказание“ по романа на Достоевски, драматизация Анджей Вайда, Порфирий Петрович, режисьор Владлен Александров, / Народен театър „Иван Вазов“ /
- 2008 – „Волпоне“ от Бен Джонсън, Съдията, режисьор Здравко Митков, / Народен театър „Иван Вазов“ /
- 2008 – „Танго“ от Астор Пиацола, хореограф Мила Искренова, / Арабеск (балет) и Арденца (трио) /
- 2009 – „Дом на разбитите сърца“ от Джордж Бърнард Шоу, Мадзини Дън, режисьор Възкресия Вихърова, / Народен театър „Иван Вазов“ /
- 2010 – „Онзи, който се хили“ от Венцислав Кулев, Другия, режисьор Гаро Ашикян, / Народен театър „Иван Вазов“ /
- 2011 – „Август в Оклахома“ от Трейси Лец, Дион Гилбо – шериф, режисьор Ясен Пеянков, / Народен театър „Иван Вазов“ /
- 2011 – „Ревизор“ от Николай Гогол, Ляпкин Тяпкин, режисьор Мариус Куркински, / Народен театър „Иван Вазов“ /
- 2011 – „Вишнева градина“ от Антон Чехов, Минувач, режисьор Крикор Азарян, / Народен театър „Иван Вазов“ /
- 2011 – „Бащата“ от Аугуст Стриндберг, Пасторът, режисьор Йосиф Сърчаджиев, / Народен театър „Иван Вазов“ /
- 2012 – „Нощна пеперуда“ от Пьотър Гладилин, Ювачов, режисьор Явор Гърдев, / Народен театър „Иван Вазов“ /
- 2012 – „Хамлет“ от Уилям Шекспир, Гозаго, режисьор Явор Гърдев, / Народен театър „Иван Вазов“ /
- 2013 – „Ричард трети“ от Уилям Шекспир, Кларънс, режисьор Теди Москов, / Народен театър „Иван Вазов“ /
- 2014 – „Агенти“[10] по Дейвид Мамет /„Гленгари Глен Рос“ /, Лемкин, а по-късно и Уилямсън, режисьор Владимир Пенев, / ДТ „Васил Друмев“ – гр. Шумен /
- 2014 – „Жана" от Ярослава Пулинович, Млад мъж, режисьор Явор Гърдев, / Народен театър „Иван Вазов“ /
- 2014 – „Петокнижие исаково“ от Анжел Вагенщайн, Равинът Бендавид, режисьор Войчех Кобжински, / Народен театър „Иван Вазов“ /
- 2015 – „Процесът срещу богомилите“ от Стефан Цанев, Патриархът, режисьор Маргарита Младенова, / Народен театър „Иван Вазов“ /
- 2015 – „Гео“ по книгата на Христо Карастоянов „Една и съща нощ“, Владимир Начев, драматизация и режисура Иван Добчев, / Народен театър „Иван Вазов“ /
- 2016 – „Ничия земя", сценична адаптация по мотиви от едноименния филм на Данис Танович, Цера, драматизация и режисура Стоян Радев, / Народен театър „Иван Вазов“ /
- 2016 – „Смъртта на котката"[11], от Мартин МакДона, Кристи, режисьор Асен Блатечки, / ДТ „Сава Огнянов" – Русе /
- 2017 – „Редки тъпанари", по филма на Mario Monicelli, / „I soliti ignoti“, Джовани, режисьор Теди Москов, / ДТ „Сава Огнянов" – Русе /
- 2017 – „Калигула“ от Албер Камю, Херей, режисьор Диана Добрева, / Народен театър „Иван Вазов“ /
- 2018 – „Спускане от връх Морган“ от Артър Милър, Том Уилсън, режисьор Николай Ламбрев, / Народен театър „Иван Вазов“ /
- 2018 – „Лейтенантът от Инишмор" от Мартин МакДона, Кристи, режисьор Асен Блатечки, / ДТ „Константин Величков"– Пазарджик/
- 2018 – „Опит за летене" от Йордан Радичков, Игото, режисьор Стоян Радев, / Народен театър „Иван Вазов“ /
- 2018 – „Наблюдателите" от Константин Илиев, Фьодор Достоевски, режисьор Явор Гърдев, / Народен театър „Иван Вазов“ /
- 2019 – Братя Карамазови от Фьодор Достоевски, Прокурорът – Иполит Кирилович, режисьор Деан Пройковски, / Народен театър „Иван Вазов“ /
- 2019 – „Теремин“ от Петер Зеленка, Ханс Голдберг, режисьор Валентин Ганев, / Народен театър „Иван Вазов“ /

## Театрални постановки
- 2008 – „Хирошима, моя любов“ от Маргьорит Дюрас, драматизация и режисура Йосиф Шамли, сценография Алесксандър Смолянов, костюми Милена Пантелеева, музика Гаро Ашикян, Театрална работилница „Сфумато“[12]

## Филмография
| Година      | Заглавие                                     | Роля                                               | Режисьор/Бележки                                                                  |
| ----------- | -------------------------------------------- | -------------------------------------------------- | --------------------------------------------------------------------------------- |
| 1992        | Търг (тв)                                    |                                                    | (като Йосиф Шамлиев)                                                              |
| 1993        | „Berlin '39“                                 | rapist                                             | Sergio Sollima                                                                    |
| 1996        | „Завръщане у дома“                           | Теди                                               | Стоян Камбарев                                                                    |
| 2002        | „Подгряване на вчерашния обед“               | директор на училището                              | Костадин Бонев                                                                    |
| 2004        | „Le dernier seigneur des Balkans“            | officier turc                                      | Michel Favart                                                                     |
| 2004        | „Don Gnocchi“                                | Mocchi                                             | Cinzia Th. Torrini                                                                |
| 2004        | „Църква за вълци“                            | Гърдев, заместник-директор                         | Николай Ламбрев                                                                   |
| 2005        | „Matroesjka's“                               | souteneur                                          | Guy Goossens & Mark Punt                                                          |
| 2006        | „Joe Petrosino“                              | rapist                                             | Alfredo Peyretti                                                                  |
| 2007        | „Хитман“                                     | SWAT Leader                                        | Xavier Gens                                                                       |
| 2008        | „Тя и той“ – сезон 4                         | Треньор                                            | Станислав Тодоров-Роги                                                            |
| 2008        | „Дзифт (филм)“                               | Райчо Кожата                                       | Явор Гърдев                                                                       |
| 2009        | „Източни пиеси“                              | кмет                                               | Камен Калев                                                                       |
| 2010        | „J'étais à Nüremberg“                        | Hans Franck                                        | André Chandelle                                                                   |
| 2010        | „Още нещо за любовта“                        | д-р Иванов – началник на болницата                 | Магдалена Ралчева                                                                 |
| 2011 – 2016 | „Под прикритие“                              | Атанас Киров-инспектор от ГДБОП и Дирекция полиция | Виктор Божинов, Димитър Гочев, Мартин Макариев, Димитър Митовски, Зоран Петровски |
| 2012        | „Отплата“                                    | Анатоли Попов                                      | Иво Симеонов                                                                      |
| 2013        | „Знакът на българина“                        | шефът на МОСАД                                     | Димитър Недков                                                                    |
| 2013        | „Sex, лъжи & TV: Осем дни в седмицата“       | шеф на борда на TV                                 | Димитър Димитров                                                                  |
| 2013        | „Дървото на живота (сериал)“                 | Генерал Протогеров                                 | Зорница София, Мартин Макариев, Петър Вълчанов                                    |
| 2014        | „False Flag“ TV series(Израел)               | Посредник                                          | Oded Ruskin                                                                       |
| 2015        | „Досието Петров“                             | Любо Пешев                                         | Георги Балабанов                                                                  |
| 2015        | „Lazar“                                      | началник – емиграционна служба                     | Svetozar Ristovski                                                                |
| 2016        | „Връзки" (сериал, сезон 2)                   | Сашо Кинтата-съкилийник в затвора                  | Васил Стефанов                                                                    |
| 2016        | „Barbarians rising“ (сериал, History Chanel) | Head of prison                                     | Declan O'Dwyer                                                                    |
| 2016        | „Откраднат живот" (сериал, сезон 2)          | младият Камбуров                                   | Павел Веснаков                                                                    |
| 2017        | „8 days that made Rome" TV series            | Guard 2                                            | Jim Greayer                                                                       |
| 2017        | „Безкрайната градина“                        | Концесионера                                       | Галин Стоев                                                                       |
| 2018        | „Пипнах те!“ (късометражен)                  | Трафикант                                          | Стефани Дойчинова                                                                 |
| 2019        | „Дяволското гърло"                           | Бащата на Тони – Иван                              | Павел Веснаков                                                                    |
| 2019        | „Прасето"                                    | Полицаят                                           | Драго Шолев                                                                       |
| 2019        | „Сцени, отпаднали от живота на една актриса" | Генералът                                          | Иван Владимиров                                                                   |
| 2019        | „Среща“ Short                                | Бащата                                             | Мартин Илиев                                                                      |
| 2019        | „Спасителят в прахта“                        | мъжът с кучето                                     | Павел Веснаков                                                                    |
| 2020        | „Съни бийч“ (тв)                             | Ангел Михайлов                                     | излъчен посмъртно                                                                 |

## Радиопиеси
| Година | Заглавие                           | Автор             | Роля                        | Режисьор                |
| ------ | ---------------------------------- | ----------------- | --------------------------- | ----------------------- |
| 1997   | „Молитвата“                        | ?                 | Той                         | Ребека Арсениева-Майлер |
| 1998   | „Храна за рибки“                   | ?                 | ?                           | Иван Добчев             |
| 1998   | „Древна трагедия“                  | Константин Павлов | ?                           | Христо Симеонов-Риндо   |
| 1999   | „Атолът“                           | Георги Тенев      | Корифей                     | Явор Гърдев             |
| 2001   | „Цитаделата“                       | Георги Тенев      | ....                        | Явор Гърдев             |
| 2002   | „Демон за продан“                  | Боян Папазов      | ......                      | Самуел Финци            |
| 2006   | „Прекрасната Мария“                | Роберто Кавози    | Патрицио                    | Юри Статков             |
| 2010   | „Дългото сбогуване“ – радио-сериал | Реймънд Чандлър   |                             | Мария Нанчева           |
| 2014   | „Крилата помощ“                    | Ангел Каралийчев  | Водач на спасителна команда | Асен Аврамов            |
| 2014   | „Миш-маш“                          | Станислав Лем     | Адвокатът                   | Гаро Ашикян             |
| 2019   | „Костенурката на Дарвин“           | Хуан Майорга      | Докторът                    | Валентин Ганев          |

## Дублаж
- „Маймунски работи“

## Радиопредавания
- Еко-ехо – програма „Христо Ботев“
- Вицомания – програма „Христо Ботев“
- Салон за класифицирана словесност – програма „Христо Ботев“
- Творчески клуб – Дядовата ръкавичка – програма „Христо Ботев“
- Политическо кабаре – програма „Христо Ботев“
- Голямата къща – програма „Христо Ботев“

## Преподавателска дейност
- 2010 – Школи МОНТФИЗ – главен преподавател Йорданка Стефанова, асистент Йосиф Шамли
- 2013/2014 – Училище за таланти гр. София[35]
- Детска театрална школа към Еврейски дом, гр. София
- Театрална група за възрастни към Еврейски дом, гр. София

## Награди и номинации
- 1995 – Аскеер за ролята на Били Бибит в „Полет над кукувиче гнездо“ от Дейл Васерман/Кен Киси, постановка Симеон Димитров, Драматично-куклен театър „Константин Величков“ – гр. Пазарджик в категория „Поддържаща мъжка роля“[4]
- 2008 – Номинация за ролята на Порфирий Петрович в „Престъпление и наказание“ по мотиви от едноименния роман на Фьодор М. Достоевски, сценична версия и постановка Владлен Александров, Народен театър „Иван Вазов“ в категория „Водеща мъжка роля“[4]
- 2016 – Аскеер за ролята на Цера в „Ничия земя". Адаптация по едноименния филм на Данис Танович. Постановка Стоян Радев, Народен театър „Иван Вазов" в категория „Поддържаща мъжка роля"